# Asiotmethis turritus
Asiotmethis turritus is een rechtvleugelig insect uit de familie Pamphagidae. De wetenschappelijke naam van deze soort is voor het eerst geldig gepubliceerd in 1833 door Fischer von Waldheim.